# ريا كابور
ريا كابور (بالهندية: रिया कपूर؛ بالإنجليزية: Rhea Kapoor) هي منتجة أفلام هندية، ولدت في 5 مارس 1987 في مومباي في الهند.

## وصلات خارجية
- ريا كابور على موقع IMDb (الإنجليزية)